# Badimia multiseptata
Badimia multiseptata é uma espécie de líquen da família Pilocarpaceae. Foi descrito cientificamente em 2011.